# Epichnopteriginae
Az Epichnopteriginae a valódi lepkék (Glossata) alrendjébe tartozó zsákhordó lepkefélék (Psychidae) családjának egyik alcsaládja.

## Rendszertani felosztás és a magyarországi fajok
Az alcsaládot két nemzetségre osztják összesen 9 nemmel:
1. Epichnopterigini nemzetség (Tutt, 1900) hat nemmel;
- Acentra (Burrows, 1932)
  - lisztes zsákhordó lepke (Acentra subvestalis Wehrli, 1933)) – A Dunántúli-középhegységben többfelé előfordul[1]
- Bijugis (Heylaerts, 1881; alias Heliopsychidea Pinker, 1956))
  - alkonyati zsákhordó lepke (Bijugis bombycella Denis & Schiffermüller, 1775) – Magyarországon általánosan elterjedt[2]
  - füstös zsákhordó lepke (Bijugis pectinella Denis & Schiffermüller, 1775) – Magyarországon több helyről előkerült[3]
- Epichnopterix (Hb., 1825)
  - ólomszürke zsákhordó lepke (Epichnopterix plumella Denis & Schiffermüller, 1775) – Magyarországon általánosan elterjedt[2]
  - magyar zsákhordó lepke (Epichnopterix kovacsi Sieder, 1955) – Magyarországon több helyről előkerült[2]
- Heliopsychidea
- Montanima
- Rebelia (Heylaerts, 1900)
  - selyemfényű zsákhordó lepke (Rebelia sapho (Millière, 1864)
  - tollszárnyú zsákhordó lepke (Rebelia surientella Bruand, 1858)
  - őszi zsákhordó lepke (Rebelia herrichiella Strand, 1912) – A Dunántúli-középhegységben többfelé előfordul[1]

2. Stichobasini nemzetség (Strand, 1929):
- Psychidea (Rambur, 1866)
  - pőre zsákhordó lepke (Psychidea nudella Ochsenheimer, 1810)) – A Dunántúli-középhegységben többfelé előfordul[1]
- Stichobasis (Kirby, 1892)
- Whittleia (Tutt, 1900)
  - rácsos zsákhordó lepke (Whittleia undulella Fischer von Röslerstamm, 1837) – Magyarországon több helyről előkerült[3]